# Kristian Bergström
Kristian Bergström est un footballeur suédois, né le 8 janvier 1974 à Åtvidaberg. Il évolue au poste de milieu offensif.

## Palmarès
- Åtvidabergs FF
  - Champion de D2 suédoise en 2011.